# Chroma Key
A Chroma Key egy amerikai együttes, amely 1998-ban alakult. Kevin Moore alapította, aki az OSI és a Dream Theater zenekarokkal együtt játszott. Elektronikus zene, trip-hop és ambient műfajokban játszanak. Nagyrészt egyszemélyes projektről van szó, de több zenész is együtt dolgozott Moore-ral. 

## Diszkográfia
Demók
- Music Meant to Be Heard (Demos) (1994-1996)
- This is a Recording: 1994-1997 (1999)
- Patreon Demos (2015-2017)

Albumok
- Dead Air for Radios (1998)
- You Go Now (2000)
- Graveyard Mountain Home (2004)

Kislemezek
- Colorblind (1999)